# Loßburg
Loßburg är en kommun och ort i Landkreis Freudenstadt i regionen Nordschwarzwald i Regierungsbezirk Karlsruhe i förbundslandet Baden-Württemberg i Tyskland.